# Clynotis semiferrugineus
Clynotis semiferrugineus là một loài nhện trong họ Salticidae.
Loài này thuộc chi Clynotis. Clynotis semiferrugineus được Ludwig Carl Christian Koch miêu tả năm 1879.